# Gran Premio Raymond Impanis
El Gran Premio Raymond Impanis es una antigua carrera ciclista belga disputada en la región flamande entre Kampenhout y Sint-Niklaas. Creada en 1982, tuvo lugar anualmente hasta 1994. La prueba rinde homenaje a Raymond Impanis, corredor belga nacido en Kampenhout.

## Palmarés
| Año  | Ganador           | Segundo            | Tercero            |
| ---- | ----------------- | ------------------ | ------------------ |
| 1982 | Willem Peeters    | Guido Van Sweevelt | Aad van den Hoek   |
| 1983 | Ludo Peeters      | Henri Manders      | Patrick Versluys   |
| 1984 | Ad Wijnands       | Teun van Vliet     | Etienne De Wilde   |
| 1985 | Jelle Nijdam      | Jos Lieckens       | Dirk Demol         |
| 1986 | Allan Peiper      | Willem Wijnant     | Yves Godimus       |
| 1987 | Paul Haghedooren  | Ludo Giesberts     | Geert Wandewalle   |
| 1988 | Stephen Hodge     | Johan Museeuw      | Stefan Rakers      |
| 1989 | Eric Vanderaerden | Etienne De Wilde   | Carlo Bomans       |
| 1990 | Wiebren Veenstra  | Uwe Raab           | Steve Bauer        |
| 1991 | Wiebren Veenstra  | Johan Capiot       | Michel Cornelisse  |
| 1992 | Louis de Koning   | Herman Frison      | Danny Van Looy     |
| 1993 | Phil Anderson     | Viatcheslav Ekimov | Rob Harmeling      |
| 1994 | Carlo Bomans      | Johan Museeuw      | Adrie van der Poel |